# Partido Democrático (Mongolia)
El Partido Democrático (en mongol: Ардчилсан Нам, romanizado: Ardchilsan Nam) es un partido político de centroderecha en Mongolia.[cita requerida]

## Historia
Después de la revolución democrática de 1990, Mongolia se convirtió en un estado multipartidista. Anteriormente, su sistema de gobierno se basaba en el de un estado socialista de partido único. Este partido fue pionero en crearse tras la revolución y la apertura política del país. Aunque por ese tiempo no era del todo oficial y se presentaba en coalición, en la llamada Unión Democrática.
El 6 de diciembre del año 2000, cinco partidos políticos de centroderecha se unieron y formaron oficialmente el Partido Democrático de Mongolia.

## Evolución de resultados electorales
| |
| Los Aymags en azul demustran el crecimiento del Partido Demócrata entre las elecciones presidenciales de 2005 y 2009, previamente solo habían conseguido la mayoría en un aymag (el de Arhangay, en las de 2001). |

### Previo a 2009
Durante esta etapa obtuvo resultado comprendidos casi siempre entre el 20 y el 45% de los votos emitidos en Mongolia.

### Presidenciales de 2009
En estas elecciones el Partido Democrático vio un crecimiento inmenso en sus resultados electorales, al ser el partido con mayores resultados en unos cuantos Aymags.
En estas elecciones consiguieron que su candidato, Tsakhiagiin Elbegdorj, un veterano político surgido de la revolución democrática, llegara a presidente de Mongolia.

### Legislativas de 2012
Esta situación se repitió en las parlamentarias de 2012, siendo el Partido Democrático, el partido que más escaños obtuvo, 34, de los 76 que componen el Gran Jural del Estado, dejando así a los demócratas a 5 escaños de la mayoría absoluta.[cita requerida]

### Presidenciales de 2013
En estas elecciones, que fueron las primeras presidenciales donde se usó el conteo de votos a máquina para evitar los fraudes electorales[cita requerida] y la mala contabilidad (en las de 2009 el porcentaje total de los partidos era de más del 110% de los votos electorales).[cita requerida]
Recibió un 50,23% de los votos nacionales, saliendo elegido Tsakhiagiin Elbegdorj como presidente de Mongolia por segunda vez consecutiva.

### Legislativas de 2016
En las elecciones al Gran Jural de 2016, el Partido Democrático sufrió una severa derrota ante el Partido del Pueblo de Mongolia, conservando sólo 9 de 76 diputados en el Parlamento. Aunque apenas perdieron un 2% de los votos con respecto a las últimas elecciones, una nueva ley aprobada por el propio Partido Democrático mientras gobernaba para promover el bipartidismo, unida a un ascenso del 14% en el voto al Partido del Pueblo, les hizo perder 25 de sus anteriores 34 escaños.

### Legislativas de 2020
En las elecciones legislativas de 2020, el partido queda en la oposición al obtener el 24.5% y 11 de los 76 escaños en el Gran Jural.

## Tablas de resultados

### Elecciones presidenciales
| Elección | Candidato                     | Votos totales | % de votos | Resultado  |
| -------- | ----------------------------- | ------------- | ---------- | ---------- |
| 2001     | Radnaasumbereliyn Gonchigdorj | 365.363       | 37,2%      | Perdedores |
| 2005     | Mendsaikhany Enkhsaikhan      | 184.743       | 20,20%     | Perdedores |
| 2009     | Tsakhiagiin Elbegdorj         | 562.718       | 51,21%     | Elegidos   |
| 2013     | Tsakhiagiin Elbegdorj         | 622.794       | 50,23%     | Elegidos   |
| 2017     | Khaltmaagiin Battulga         | 611.226       | 50,61%     | Elegidos   |
| 2021     | Sodnomzunduin Erdene          | 72,394        | 6,38%      | Perdedores |

### Elecciones parlamentarias
| Elección | Escaños ganados | Votos totales | % de votos | Resultado de la elección          | Líder en la elección    |
| -------- | --------------- | ------------- | ---------- | --------------------------------- | ----------------------- |
| 2004     | 34/76           | 474.977       | 44,74%     | 32 escaños; Coalición de Gobierno | Tsakhiagiin Elbegdorj   |
| 2008     | 28/76           | 701.641       | 36,84%     | 6 escaños; Oposición              | Tsakhiagiin Elbegdorj   |
| 2012     | 34/76           | 399.194       | 35,32%     | 6 escaños; Coalición de Gobierno  | Norovyn Altankhuyag     |
| 2016     | 9/76            | 467.341       | 33,55%     | 25 escaños; Oposición             | Zandaakhüügiin Enkhbold |
| 2020     | 11/76           | 978.890       | 24,39%     | 2 escaños; Oposición              | Sodnomzunduin Erdene    |